# Урош Трипковић
Урош Трипковић (Чачак, 11. септембар 1986) је српски бивши кошаркаш. Играо је на позицији бека.

## Каријера
Кошарку је почео да тренира у Борцу из Чачка у коме је прошао пионирске и кадетску селекцију. Док је играо за млађе селекције Борца, освојио је титулу пионирског првака државе, када је био и најкориснији играч финалног турнира. У Партизан је стигао у лето 2002. Играо је за кадетски и млади тим Партизана и упоредо био и члан првог тима. Са Партизаном је освојио седам титула државног шампиона, два купа Радивоја Кораћа и три Јадранске лиге.
У лето 2009. после седам година проведених у Партизану одлази у Хувентуд из Бадалоне. После једне сезоне у Хувентуду, Трипковић потписује за Уникаху. Дана 4. јануара 2012. раскинуо је сарадњу са Уникахом. У септембру 2012. после више од пола године неиграња Трипковић је започео преговоре са Виртусом из Болоње, али ипак није успео да се договори са њима. Дана 11. септембра 2012. се договорио са Ваљадолидом и потписао уговор са опцијом одласка у случају боље понуде.
Дана 24. децембра 2012. потписао је једноипогодишњи уговор са Фенербахче Улкером. Ипак на крају сезоне 2012/13. је напустио тим. Дана 30. октобра 2013. потписао је једногодишњи уговор са италијанским прволигашем Ваноли Кремоном. Међутим већ у јануару 2014. се повредио па је клуб раскинуо уговор са њим.
У октобру 2014. Трипковић је објавио да због проблема са повредама завршава играчку каријеру.

## Репрезентација
Са младом репрезентацијом Србије и Црне Горе је на Европском првенству у Чехову 2005. освојио бронзану медаљу, а повреда га је спречила да се избори за место у сениорском државном тиму за Европско првенство 2005. у Србији и Црној Гори. 2006. је играо за сениорску репрезентацију СЦГ на Светском првенству у Јапану. На Европском првенству 2009. у Пољској освојио је сребрну медаљу.

## Успеси

### Клупски
- Партизан:
  - Првенство СРЈ (1): 2002/03.
  - Првенство СЦГ (3): 2003/04, 2004/05, 2005/06.
  - Првенство Србије (3): 2006/07, 2007/08, 2008/09.
  - Јадранска лига (3): 2006/07, 2007/08, 2008/09.
  - Куп Радивоја Кораћа (2): 2008, 2009.
- Фенербахче Улкер:
  - Куп Турске (1): 2013.

### Репрезентативни
- Европско првенство до 20 година:  2005.
- Европско првенство:  2009.